# Turík
Turík (allemand : Thurik, hongrois : Turapatak) est un village de Slovaquie situé dans la région de Žilina.

## Histoire
La première mention écrite du village date de 1278.

## Démographie

### Évolution de la population
| Année:               | 1994. | 2004.   | 2014.   | 2024.    |
| -------------------- | ----- | ------- | ------- | -------- |
| Nombre de personnes: | 204   | 218     | 232     | 300      |
| Différence:          |       | +6,86 % | +6,42 % | +29,31 % |

| Année:               | 2023. | 2024.   |
| -------------------- | ----- | ------- |
| Nombre de personnes: | 304   | 300     |
| Différence:          |       | -1,31 % |